# Янаул (Кугарчинський район)
Янау́л (рос. Янаул, башк. Яңауыл) — село у складі Кугарчинського району Башкортостану, Росія. Входить до складу Ісімовської сільської ради.
Населення — 241 особа (2010; 300 в 2002).
Національний склад:
- башкири — 97%